# ジョン・ヒルの星座
ジョン・ヒルの星座（ジョン・ヒルのせいざ）では、イギリスの風刺作家で博物学者のジョン・ヒルが1754年から1768年に作った星座について記載する。
ジョン・ヒルの作った星座は15星座である。以下はその一覧である。
| 星座名           | 英名         | 位置                                   |
| ---------------- | ------------ | -------------------------------------- |
| ミミズ座         | Lumbricus    | ふたご座、かに座、こいぬ座の間         |
| ヒキガエル座     | Bufo         | てんびん座、おおかみ座の間             |
| ヒル座           | Hirudo       | オリオン座、おうし座の間               |
| クモ座           | Aranea       | おとめ座、うみへび座の間               |
| ナメクジ座       | Limax        | うさぎ座、エリダヌス座の間             |
| ツノガイ座       | Dentalium    | みずがめ座、こうま座の間               |
| イガイ座         | Pinna Marina | いて座、わし座の間                     |
| オコゼ座         | Uranoscopus  | ふたご座、やまねこ座の間               |
| タツノオトシゴ座 | Hippocampus  | おうし座、エリダヌス座の間             |
| カメ座           | Testudo      | うお座、みずがめ座、くじら座の間       |
| 古代のカキ座     | Gryphites    | ヘルクレス座、わし座、へび座の間       |
| センザンコウ座   | Manis        | とかげ座付近                           |
| カブトムシ座     | Scarabaeus   | へびつかい座、さそり座、てんびん座の間 |
| ウナギ座         | Anguilla     | やぎ座、いて座の頭上                   |
| カサガイ座       | patella      | へびつかい座、へび座、わし座の間       |

いずれも天文学者たちが新たに独自の星座を作り続けたことに対する諧謔であったとされる。カブトムシ座までの13星座はイラスト付きの星図が伝存している（ウナギ座、カサガイ座については説明文のみ。）。現在は15星座の全てが使われていない。

## 参考資料
- 山田卓「まぼろしの星座たち」『月刊天文』、地人書館、1992年5月号。
- 山田卓 『秋の星座博物館』（新装版） 地人書館〈Yamada Takashi の Astro Compact Book〉、2005年。ISBN 978-4805207628
- 出雲晶子「みみず座」『星の文化史事典』白水社、2012年、372頁。（増補新版、2019年、445頁。）
- Kanas, Nick, Star Maps: History, Artistry, and Cartography, 1st ed., 2nd printing, 2009, pp. 128, 175, 339-340, (3rd ed., pp. 143, 196, 520-521).
- Ridpath, I., Star Tales, Lutterworth Press, 1988, p. 137, (Rivised and Expanding ed. 2018, p. 185.)
- Stoppa, Felice, "John Hill", Atlas Coelestis, 2015, 2021年1月18日閲覧。
- Warner, Jean D., The Sky Explored: Celestial Cartography, 1500-1800, A. R. Liss, 1979, pp. 117-119.